# Ammophila rubripes
Ammophila rubripes (лат.) — вид роющих ос (Sphecidae) рода Ammophila.

## Распространение
Африка (Египет, Марокко, Судан) и Западная Азия: Иордания, Израиль, Сирия, Аравийский полуостров.

## Описание
Стройные тонкотелые осы с прозрачными перепончатыми крыльями (от 17 до 23 мм). Средние голени с одной шпорой. Первый тергит первого сегмента брюшка очень длинный, сжат с боков. Основная окраска тела чёрная, брюшко частично желтовато-коричневое в основании. Охотятся на гусениц бабочек и других насекомых, которых парализуют, после чего переносят в гнездо, где кормят ими своих личинок. Гнездятся в почве.
В пустынях эмирата Дубая (Dubai Desert Conservation Reserve, ОАЭ) отмечены на цветках паслёна чёрного (Solanum nigrum, Solanaceae).